# Фрегати типу FREMM
Фрегати типу FREMM (фр. Frégate multi-mission, італ. Fregata multi-missione, укр. багатоцільові фрегати) — багатоцільові фрегати, розроблені компаніями DCNS/Armaris (Франція) і Fincantieri (Італія). Призначені для протичовнової і протиповітряної оборони, знищення надводних кораблів та завдання ударів по наземних об'єктах противника.
Початкові плани ВМС Франції включали придбання 13 фрегатів цього типу, ВМС Італії — 10. Підрядники — французька компанія Armaris (підрозділ DCNS, раніше — спільне підприємство DCNS і Thales) і італійська Orizzonte Sistemi Navali (спільне підприємство суднобудівної компанії Fincantieri та аерокосмічної фірми Finmeccanica). У проекті беруть участь компанії, які раніше займалися розробкою та будівництвом франко-італійських фрегатів типу «Горизонт».
Крім того, поз 1 кораблю даного типу придбані для ВМС Марокко (в протичовновому варіанті) і ВМС Єгипту.

## Конструкція
Корабель має значну для фрегата водотоннажність, на рівні есмінця, щоб забезпечити високу бойову ефективність, легкість технічного обслуговування і можливості для подальшої модернізації. Для конструкції характерні великі міжпалубні відстані, розширені машинні відділення, широкі технологічні проходи. В кормовій частині корабля обладнаний шлюз для завантаження/розвантаження великогабаритного обладнання, забезпечені широкі проходи по нижній палубі.

### Силова установка
Італійська фірма Avio поставляє для фрегатів газотурбінні двигуни LM2500 G4 потужністю 32 МВт (43 500 л. с.), що випускаються по ліцензії компанії General Electric. Контракт на постачання двигунів укладено в березні 2006 року. В якості рушія встановлені два гвинти постійного кроку. Максимальна швидкість становить 27 вузлів. Для протичовнових операцій передбачений малошумний режим руху з допомогою електромоторів з максимальною швидкістю 15 вузлів. Підрулюючий пристрій забезпечує точне маневрування біля причалу, збереження фіксованої позиції в морі і може служити в якості резервного двигуна.

## Варіанти обладнання і озброєння
Розроблено чотири варіанти корабля:
- протичовновий фрегат (Франція);
- фрегат ППО (Франція);
- багатоцільовий фрегат (Італія);
- ударний варіант багатоцільового фрегата.

Відмінність варіантів полягає в складі встановленого обладнання і озброєння при повній ідентичності конструкції корабля.

### Загальне для всіх варіантів
- Торпеди MU 90;
- ЗУР MBDA Aster, установка вертикального пуску Sylver;
- 76-мм артилерійська установка Otobreda
- Вертоліт NH90, можливість базування EH101, Cougar and Caracal;
- Внутрішньокорпусна ГАС Thales UMS 4410 CL;
- 2 постановники перешкод Sigen RECM.

### Франція
- Інфрачервона система спостереження і супроводу Thales Artemis
- Радар Terma Scanter 2001[5]
- Система управління артилерійським вогнем 76-мм гармати Sagem Najir
- Трикоординатний багатофункціональний радар S-діапазону Héraklès з дальністю 250 км;
- БІУС SETIS
- ПУ постановника перешкод NGDS
- Два Nexter 20-мм
- Ракети MM-40 Exocet block 3 для стрільби по надводних і наземних цілях;
- Два додаткові модулі УВП Sylver A70 для 16 крилатих ракет SCALP Naval з дальністю до 1000 км;
- Система посадки вертольота Samahé.

### Італія
- IRST Galileo Avionica SASS
- СУО NA-25 DARDO-F для 76-мм гармат
- РЛС EMPAR MFRA
- БІУС SAMP-SD
- Система постановки перешкод SCLAR—H
- 2 25-мм Oto Melara/Oerlikon
- ПКР Teseo\Otomat Mk-2/A block 4, для ураження морських і берегових цілей
- Друга АУ Otobreda 76 mm Super Rapid на ангарі
- Система допомоги в посадці вертольотів TC-ASIST

### Протичовновий варіант
- Буксирована ГАС Captas UMS 4249;
- Протичовнові ракети MILAS (тільки Італія).

### Італійський ударний варіант
- Артилерійська установка Otobreda 127/64 LW з керованим снарядом Vulcano і дальністю стрільби до 120 км.

### Французький варіант ППО
Французька версія фрегата, призначена для протиповітряної оборони отримала назву FREDA (фр. Frégates de défense aériennes, укр. фрегат протиповітряної оборони). Спеціальний варіант ППО розроблено у зв'язку з припиненням будівництва третього і четвертого фрегатів типу «Горизонт». Передбачається, що ці кораблі замінять есмінці типу «Кассар».
На фрегатах FREDA буде розміщено до 32 ракет Aster (missile family) 15 і 30 і більш потужна версія РЛС Herakles. Вони також матимуть стандартне озброєння з однієї 76-мм гармати, двох 20-мм гармати та 8 ракет Exocet і торпед. Ця версія також пропонує вдосконалену бойову систему SETIS для протиповітряної оборони
Всі італійські фрегати також будуть оснащені ракетами Aster 30 і поліпшеною системою ППО.

## Склад серії
Франція побудує 6 фрегатів ПЛО для заміни есмінців типу «Турвіліь»
есмінців типу «Жорж Легі», а також два фрегата ППО для заміни есмінців типу «Кассар».
Італія побудує 4 фрегата ПЛО і 6 фрегатів загального призначення для заміни 8
фрегатів типу «Маестрале» і 4
фрегатів типа «Лупо».
 Франція — фрегати типу «Аквітанія»
| №    | Тип | Назва                   | Закладений | Спущений    | У строю         | Порт приписки |
| ---- | --- | ----------------------- | ---------- | ----------- | --------------- | ------------- |
| D650 | ПЛО | 'Aquitaine' (Аквітанія) | 16.3.2007  | 29.04.2010  | 23.11.2012      | Брест         |
| D651 | ПЛО | Normandie (Нормандія)   | 08.10.2009 | 18.10.2012  | проданий Єгипту |               |
| D652 | ПЛО | Provence (Прованс)      | 15.12.2010 | 18.09.2013  | 12.06.2015      | Брест         |
| D653 | ПЛО | Languedoc (Лангедок)    | 30.11.2011 | 12.07.2014  | 16.03.2016      | Тулон         |
| D654 | ПЛО | Auvergne (Овернь)       | 2012       | 02.09.2015  | 2017            | Тулон         |
| D655 | ПЛО | Bretagne (Бретань)      | 2013       | 2016        | 2018            | Брест         |
| D651 | ПЛО | Normandie (Нормандія)   | 2014       | 2018        | 2019            | Брест         |
| D656 | ППО | Alsace (Ельзас)         | 2016       | 16.04.2021  |                 | Тулон         |
| D657 | ППО | Lorraine (Лотарингія)   |            | 2022 (план) |                 | Тулон         |

 Італія — фрегати типу «Бергаміні»
| №    | Тип | Назва               | Закладений | Спущений   | У строю     | Порт приписки |
| ---- | --- | ------------------- | ---------- | ---------- | ----------- | ------------- |
| F590 | ВІН | Carlo Bergamini     | 04.02.2008 | 16.07.2011 | 29.05.2013  | Спеція        |
| F591 | ПЛО | Virginio Fasan      | 12.05.2009 | 31.03.2012 | 19.12.2013  | Спеція        |
| F592 | ПЛО | Carlo Margottini    | 21.04.2010 | 29.06.2013 | 27.02.2014  | Спеція        |
| F593 | ПЛО | Carabiniere         | 06.04.2011 | 29.03.2014 | 28.04.2015  | Спеція        |
| F594 | ПЛО | Alpino              | 23.02.2012 | 13.12.2014 | 30.09.2016  | Спеція        |
| F595 | ВІН | Luigi Rizzo         | 05.03.2013 | 12.2015    | 20.04.2017  | Спеція        |
| F596 | ВІН | Federico Martinengo | 05.06.2014 | 04.03.2017 | 2018        | Таранто       |
| F597 | ВІН | Antonio Marceglia   | 12.07.2015 | 03.02.2018 | 2019 (план) | Таранто       |
| F598 | ВІН | Spartaco Schergat   | 2017       | 2019       | 2020 (план) |               |
| F599 | ВІН | Emilio Bianchi      |            |            | 2021 (план) |               |

 Марокко — фрегати типу «Аквітанія»
| №   | Тип | Назва       | Закладений | Спущений  | У строю    | Порт приписки |
| --- | --- | ----------- | ---------- | --------- | ---------- | ------------- |
| 701 | ПЛО | Mohammed VI | 2008       | 14.9.2011 | 30.01.2014 | Ксар-ес-Сехір |

 Єгипет — фрегати типу «Аквітанія»
| №        | Тип | Назва      | Закладений | Спущений   | У строю    | Порт приписки |
| -------- | --- | ---------- | ---------- | ---------- | ---------- | ------------- |
| FFG-1001 | ПЛО | Tahya Misr | 08.10.2009 | 18.10.2012 | 23.06.2015 | Олександрія   |

## Оператори
24 жовтня 2007 року ВМС Марокко замовили один фрегат цього типу верфі Лор'ян французької компанії DCNS. Корабель повинен був замінити корвет типу «Дескубьерта». Контракт був підписаний 18 квітня 2008 року, будівництво розпочалося влітку 2008 року, 30 січня 2014 року корабель був переданий ВМС Марокко.
22 січня 2009 року було оголошено про замовлення ВМС Греції шести фрегатів типу FREMM для заміни шести
фрегатів типу «Еллі». Остаточна конфігурація кораблів ще не узгоджена, однак за повідомленням грецького міністра оборони, кораблі будуть оснащені морською версією крилатої ракети SCALP.
Придбати фрегати типу FREMM планувало міністерство оборони Алжиру, однак у червні 2011 року відмовилося на користь більш дешевих російських корветів проекту 20382 «Тигр».

### Індонезія
На початку червня 2021 року Fincantieri підписала контракт на постачання шести фрегатів FREMM для ВМС Індонезії.
Індонезійський контракт передбачає участь італійської компанії Leonardo та суднобудівного заводу PT-PAL в Індонезії (острів Ява). Крім шести нових фрегатів FREMM також будуть поставлені два вживані фрегати типу «Маестрале», які Fincantieri придбає у ВМС Італії після виведення з експлуатації та модернізує.

### США
ВМС США обрали пропозицію італійської компанії Fincantieri як основу для перспективного багатофункціонального фрегату класу FFG (X). Запропонована Fincantieri модифікація фрегату класу FREMM перемогла пропозиції Huntington Ingalls Industries (HII), General Dynamics Iron Iron Works з фрегатом Navantia F100 та Austal USA з оновленою версією свого прибережного бойового корабля-тримарана.
Вартість контракту на опрацювання деталей конструкції перспективного фрегату і створення головного корабля складає 795,1 млн доларів. Контракт передбачає опцію створення ще дев'яти нових фрегатів. В такому випадку загальна вартість 10-річного контракту зросте до 5,58 млрд дол. Перший фрегат буде коштувати 1,2 млрд доларів. Надалі передбачається, що ціна перспективного фрегату за одиницю буде зменшена до рівня 900—950 млн дол.
FFG (X) має бути невеликим багатоцільовим кораблем оснащеним модифікованою версією РЛС Raytheon SPY-6, багатофункціональною бойовою інформаційно-керуючою системою (БІКС) «Іджіс» (Aegis combat system) від Lockheed Martin, універсальними вертикальними пусковими установками на 32 комірки, а також системами самооборони.
За контрактом, американські ВМС надають значну частину обладнання, включно з варіантом радіолокатора AN/SPY-6, що використовується на есмінцях класу Arleigh Burke Flight III, ці витрати не включаються до зазначених 5,58 млрд доларів.
Перший фрегат має бути готовий в 2026 році, очікується, що на той час на різних стадіях готовності будуть вісім кораблів. Другий фрегат ВМС розраховують замовити в квітні 2021 р.